# بازی‌جنگ صفحه‌ای

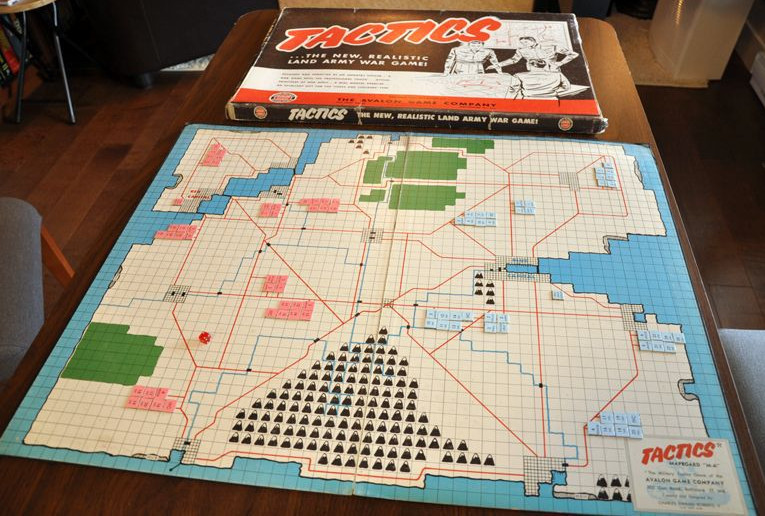
بازی تاکتیکس، اولین بازی موفق از نوع بازی‌جنگ تخته‌ای بود.

بازی‌جنگ صفحه‌ای یا بازی‌جنگ رومیزی (به انگلیسی: Board wargame) یک بازی جنگی است که بر روی یک سطح یا تخته بازی می‌شود. برخلاف بازی‌های مینیاتوری که در رایانه‌ها انجام می‌شوند، این نوع بازی‌ها در یک منطقه بازی وسیع‌تر و آزادتری به انجام می‌رسند. شکل مدرن و تجاری این نوع بازی‌ها پس از موفقیت تجاری بازی تاکتیک‌ها در سال ۱۹۵۴ توسعه یافتند.